# 우주군
우주군(宇宙軍, 영어: Space force)은 우주전을 수행하는 군종이다. 

## 역사
1992년, 러시아 우주군이 러시아 연방군 내에서 별도의 군종으로 설립되면서 세계 최초의 독립적인 우주군이 되었다. 그러나 2011년에 항공우주군 산하로 개편되었다. 독자적인 우주군은 미국이 2019년 12월 20일에 출범시켰다. 2023년 기준으로 미국 빼고 어느 국가도 독립적인 우주군은 존재하지 않는다.

## 목록
- 미국 우주군
- 러시아 항공우주군
  - 러시아 우주군
- 대한민국 공군 
  - 우주작전대대[2]
- 영국 왕립공군
  - No.11 Group RAF[3][4]
- 인도 국방우주국
- 중국 인민해방군 전략지원부대
- 프랑스 합동우주사령부
- 일본 항공자위대 우주작전대[5]
- 조선인민군 항공 및 반항공군